# Mikael Romberg
Karl Mikael Romberg, född 26 september 1909 i Karis, död 1997, var en finländsk tidningsman.
Romberg, som var son till målarmästare Albin Romberg och Selma Wikman, genomgick mellanskola, var verksam som elektrotekniker 1937–1944, svensk sekreterare i Finlands kommunistiska parti (FKP) 1945–1951, chefredaktör vid Kommunisten 1948–1949, redaktionssekreterare vid Ny Tid 1952–1953, chefredaktör 1953–1958 och chefredaktör vid Folktidningen-Ny Tid 1959–1973. Han var medlem av centralkommittén för Finlands kommunistiska parti från 1948, av svenska arbetsutskottet i Demokratiska förbundet för Finlands folk (DFFF) från 1945 och av Svenska Finlands folktings fullmäktige från 1952.